# Tony Rinaudo
Tony Rinaudo (19 de janeiro de 1957) é um agrônomo australiano.
Recebeu o Prêmio Right Livelihood de 2018, juntamente com Yacouba Sawadogo. Nas décadas de 1980 e 1990 desenvolveu a tecnologia de reflorestamento Farmer Managed Natural Regeneration (FMNR), que utiliza árvores dos sistemas radiculares escondidos sob a areia do deserto. Assim, partes do Sahel foram esverdeadas com sucesso.